# HD 8574
Bélénos eller HD 8574 är en ensam stjärna belägen i den norra delen av stjärnbilden Fiskarna. Den har en skenbar magnitud av ca 7,12 och kräver åtminstone en stark handkikare för att kunna observeras. Baserat på parallax enligt Gaia Data Release 2 på ca 22,3 mas, beräknas den befinna sig på ett avstånd på ca 146 ljusår (ca 45 parsek) från solen. Den rör sig bort från solen med en heliocentrisk radialhastighet på ca 18 km/s. Den har en relativt stor egenrörelse och rör sig över himlavalvet med en vinkelhastighet av 0,298 bågsekunder per år.

## Nomenklatur
Frankrike gav HD 8574 namnet Bélénos i NameExoWorlds-kampanjen under 100-årsjubileet för IAU. Bélénos var guden för ljuset, solen och hälsan i den galliska mytologin.

## Egenskaper
HD 8574 är en gul till vit stjärna i huvudserien av spektraltyp F8 V med okänd luminositetsklass. Den har en massa som är ca 1,1 solmassor, en radie som är ca 1,4 solradier och har ca 2,3 gånger solens utstrålning av energi från dess fotosfär vid en effektiv temperatur av ca 6 100 K.

## Planetsystem
År 2001 tillkännagavs av European Southern Observatory en exoplanet som ligger i en excentrisk bana kring HD 8574. Upptäckten publicerades 2003. Objektet har en massa som är >1,96 ± 0,18 gånger Jupitermassan och har en excentrisk bana med en omloppsperiod av 0,62 år.